# Parque Brasil (Santiago de Chile)
El Parque Municipal de La Granja República de Brasil, o simplemente Parque Brasil, es un parque público ubicado en la comuna de La Granja, en la ciudad de Santiago, Chile. Posee una extensión total de 51 hectáreas, siendo uno de los con mayor tamaño de la capital chilena. En su interior se encuentra el Museo Interactivo Mirador.

## Historia
Este parque tiene su origen en una parcela de agrado comprada por la embajada de la República de Brasil para la construcción de un centro recreativo para sus trabajadores y funcionarios en lo que entonces eran los alrededores de la ciudad de Santiago en la década de los años 1940. Este era un terreno bastante amplio que abarcaba todo lo que corresponde hoy en día a los vecindarios y poblaciones que conforman el actual sector norte de la comuna de La Granja, incluyendo el propio parque.
Posteriormente, en 1963 luego de la visita del entonces presidente João Goulart al país, los brasileños cedieron parte del terreno de esta antigua parcela para construir un barrio de viviendas sociales, que hasta hoy lleva el nombre del mandatario, además de otros barrios inaugurados después como las poblaciones Villa Brasil y Yungay.
Años más tarde, en la década de 1980 el terreno es cedido en su totalidad al Gobierno de Chile, que empezó a administrar el recinto como área verde a través de un mandato que determinaba que 15 municipalidades de la capital chilena se harían cargo de este nuevo Parque Intercomunal. Además de ello, en el recinto fueron construidas —a través de los programas PEM y POJH— una serie de instalaciones deportivas, además de un tranque australiano que proporciona regadío a todo el parque, los cuales permanecen hasta la actualidad.
En el año 1992 la administración del Parque Brasil pasa a estar a cargo exclusivamente de la Municipalidad de La Granja, por encontrarse dentro de sus límites comunales. En el año 1995 la Dirección Sociocultural de la Presidencia de la República anuncia la construcción del Museo Interactivo Mirador (MIM), ubicado al interior del recinto granjino; las obras se iniciaron al año siguiente y se termina por inaugurar el día 4 de marzo de 2000.
En el año 2009, la empresa Crystal Lagoons, conocida por la piscina de San Alfonso del Mar, anunció la intención de construir varias lagunas públicas con su tecnología tanto en Santiago como otras ciudades del país. La primera de estas lagunas de uso público sería construida en el Parque Brasil, sin embargo, el proyecto no prosperó.

## Ubicación
El Parque Brasil se encuentra en la comuna de La Granja, más específicamente en el sector nororiente de ésta, limitando con la comuna de La Florida por el oriente; esto en la zona sur oriente del Gran Santiago, teniendo como punto de referencia el cruce de las avenidas Departamental y Vicuña Mackenna.
El recinto está delimitado por las calles:
- Sebastopol por el Norte
- Av. Yungay por el Sur
- Av. Punta Arenas por el Oriente (marcando el límite con la comuna de La Florida)
- Coronel y Mañío por el Poniente

## Conectividad Urbana
En las cercanías del parque, se encuentra la estación  Mirador de la Línea 5 del Metro de Santiago, ubicada en la Avenida Vicuña Mackenna esquina Mirador Azul, en la comuna de La Florida a unas 3 cuadras al nororiente del parque.
En los alrededores del recinto circulan los recorridos de la Red Metropolitana de Movilidad: E05 por Av. Punta Arenas, Sebastopol y Mañío y 385 por calle Sebastopol. Además del recorrido 103 por Av. Punta Arenas.

## Infraestructura

### Equipamiento Deportivo
El parque cuenta con una vasta infraestructura para la práctica de los más variados deportes:
- 12 canchas de fútbol de pasto natural
- Pista de patinaje
- Pista de hockey sobre patines
- Frontón de arcilla
- 8 multicanchas
- 8 canchas de tenis de arcilla
- bicipark con pistas para mountain bike, bicicrós y BMX-Dirt

### Museo Interactivo Mirador
En el centro del parque se ubica el Museo Interactivo Mirador, el cual con sus dependencias anexas ocupa una superficie de cerca de 12 hectáreas.

### Carabineros de Chile
En la esquina nor-poniente del parque, en la calle Sebastopol, se ubica la Subcomisaría Parque Brasil de Carabineros de Chile, dependiente de la 13a Comisaría de La Granja.

### Infraestructura Municipal
- Centro de Acopio de residuos
- Vivero Municipal
- Granja Educativa
- Centro de hipoterapia

### Parque Brasil Adventure
En el interior del parque existen diversas actividades deportivas y recreativas de pago a cargo de la empresa Parque Brasil Adventure, que se han desarrollado desde el año 2011 como parte del plan para revitalizar el recinto. Estas actividades incluyen paseos en bote por la laguna artificial, canopy y combates de paintball.